# بيب باكويس
بيب باكويس (بالهولندية: Beb Bakhuys)‏ (16 أبريل 1909 - 7 يوليو 1982) لاعب ومدرب كرة قدم هولندي راحل كان يجيد اللعب في خط الهجوم.
لعب طوال مسيرته الرياضية في أندية إتش بي إس (1925-1927) زد أيه كيه (1927-1937) في في في فينلو (1937) ميتز (1937-1939).
مثل منتخب هولندا في 23 مباراة مسجلا 28 هدف (1928-1937). شارك مع منتخب هولندا في بطولة كأس العالم 1934 في إيطاليا حيث خرج من الدور الثمن النهائي.

## وصلات خارجية
- بيب باكويس على موقع الاتحاد الدولي (مؤرشف)  (الإنجليزية)
- بيب باكويس على موقع ناشيونال فوتبول تيمز (الإنجليزية)
- بيب باكويس على موقع Soccerway.com (الإنجليزية)
- بيب باكويس على موقع عالم كرة القدم.نت (الإنجليزية)

- سيرة ذاتية [الفرنسية]